# Daniel Radford
 (décembre 2024).
Daniel Radford est né le 16 septembre 1953 à Pointe-à-Pitre en Guadeloupe, dans une famille créole. Après un passage aux éditions Laffont, il devient directeur littéraire de Stock, puis de Lattès et de Ramsay. Converti au judaïsme, il est libraire-éditeur (Bibliophane). Professeur de philosophie, il enseigne la Torah dans une école talmudique. Il est l'auteur de L’Homme aux livres (Presses du Châtelet, 2012).

## Biographie
Daniel Radford est né en 1953 à Pointe-à-Pitre, en Guadeloupe, dans une famille créole,, ou, selon une autre source, à Paris, lors d'un passage dans la capitale de sa famille originaire de la Guadeloupe. 
La rue Nozière de Pointe-à-Pitre a des points communs avec la rue des Rosiers à Paris, qu'il découvre plus tard[évasif].
Lorsqu'il a 9 ans, sa famille quitte la Guadeloupe et s'installe à Montrouge (Hauts-de-Seine).

### Poésie
Adolescent, il écrit des poèmes, publiés aux Éditions Saint-Germain-des-Prés en 1973, réunis dans un recueil présenté et illustré par Marc Le Graet, intitulé Les Marches de la Volupté.

### Éditeur
Daniel Radford débute comme ouvrier en usine, puis vendeur en librairie avant de devenir éditeur à l'âge de 22 ans aux Éditions Robert Laffont.  
Il devient ensuite directeur littéraire chez Jean-Claude Lattès, puis chez Stock et chez Ramsay.
Il édite les livres de la chanteuse Sheila.

### Conversion au judaïsme
L’étude de la Bible le conduit dans une librairie de la rue des Rosiers, le Pletzl dans le 4e arrondissement de Paris. 
Il se convertit au judaïsme avec l'appui de Sylvain Kaufmann, survivant de la Shoah, personnalité du judaïsme français et du rabbin Daniel Gottlieb.

### Rabbin
Il devient lui-même rabbin. Il enseigne la Torah dans une école talmudique (Yechiva).

## Bibliophane
Pour concilier son judaïsme orthodoxe et sa profession, il fonde sa propre maison d'édition, Bibliophane, et publie des ouvrages liés au judaïsme. Parmi "ses" auteurs, le grand-rabbin de France, Joseph Haïm Sitruk, dont il publie Rien ne vaut la vie, en 2006.
Face aux difficultés financières, il cesse son activité.

## Écrivain et conférencier
Il est professeur et écrivain. Il donne des conférences au niveau international sur le judaïsme.

## Œuvres
- Édouard Glissant. Paris: Seghers, 1982[7]
- Le maître-pièce, Paris, le Grand livre du mois, 1993.

- Prix Paul-Rivet 1993 de l’Académie des sciences d’outre-mer.
- L’Homme aux livres. De Pointre-à-Pitre à la rue des Rosiers, Presses du Châtelet, 2012[8].
- La berceuse en acajou, 2013
- La disputation de Vilna. Presses du Châtelet, 2015[9]